# Zentralaustralisches Hasenkänguru

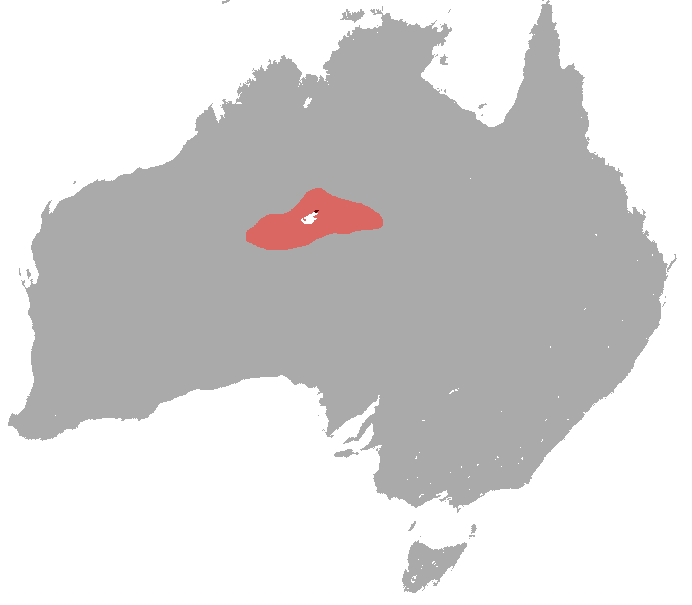
Ehemaliges Verbreitungsgebiet des Zentralaustralischen Hasenkängurus

Das Zentralaustralische Hasenkänguru (Lagorchestes asomatus) ist eine ausgestorbene Beuteltierart aus der Familie der Kängurus (Macropodidae).
Von dieser Känguruart ist neben Berichten der Aborigines nur ein einziger Schädel bekannt, der 1932 gefunden wurde. Den Berichten zufolge war das Tier ungefähr hasengroß, hatte ein weiches, graues Fell und einen kurzen Schwanz. Der Fundort lag irgendwo zwischen dem Mount Farewell und dem Lake Mackay in Australien im Northern Territory, nahe der Grenze zu Western Australia. Lebensraum dieser Art waren demnach trockene, mit Stachelkopfgräsern bewachsene Grasländer.
Die Gründe für das Aussterben dieser Art lagen vermutlich in der Umwandlung ihres Lebensraum und in der Nachstellung durch eingeschleppte Füchse und Katzen. Berichte von zentralaustralischen Hasenkängurus reichen bis in die 1960er Jahre hinein.
Der Artzusatz im wissenschaftlichen Namen ist aus der lateinischen Vorsilbe a- (ohne/gegen) und dem Wort soma (Körper) gebildet. Er bezieht sich auf die Beschreibung anhand eines Schädels.

## Belege
1. ↑  Conder & Strahan (Hrsg.): Dictionary of Australian and New Guinean Mammals. CSIRO PUBLISHING, 2007, ISBN 978-0-643-10006-0, S. 64 (Lagorchestes asomatus).